# Lucas Blondel
Lucas Blondel, né le 14 septembre 1996 à Buenos Aires (Argentine), est un footballeur international suisse possédant également la nationalité argentine.

## Biographie
Lucas Blondel est né le 14 septembre 1996 à Buenos Aires, en Argentine. Son père, Jean-Yves Blondel, est un ancien joueur de tennis originaire de Réchy (Suisse) qui a été 457e au classement ATP, tandis que sa mère, Mariana, est une marathonienne de nationalité argentine. Son grand-père et son grand-oncle paternels ont défendu les couleurs suisses en Coupe Davis dans les années 1950.
Lucas Blondel parle couramment les langues française et espagnole.

### Carrière en club

#### Atlético Rafaela (2004-2021)
Lucas Blondel rejoint l'Atlético Rafaela à l'âge de 7 ans. Il dispute son premier match en compétition officielle le 2 juin 2016 en remplaçant Nelson Benítez en 32e de finale de coupe d'Argentine (2-2, victoire aux tirs au but contre Ferro Carril Oeste).

#### CA Tigre (2021-2023)
Le 18 février 2021, Lucas Blondel est recruté pour une durée de 3 ans par le CA Tigre, contre une indemnité estimée à 300 000 $. Le joueur fait ses débuts sous ses nouvelles couleurs deux jours plus tard en coupe nationale contre le CA Alvarado (1-1, victoire aux tirs au but). Il s'impose comme un élément essentiel de son équipe qui est promue en première division à l'issue de la saison.

#### Boca Juniors (2023-)
Le 20 juillet 2023, Lucas Blondel s'engage avec Boca Juniors pour une durée de 3 ans et demi. Le transfert est évalué à 1 800 000 $.
Le 30 mars 2024, il subit une rupture du ligament croisé qui le tient éloigné des terrains pendant près de 9 mois.

### Carrière en sélection
Le sélectionneur suisse Murat Yakin se déplace à Buenos Aires pour s'entretenir avec Lucas Blondel en janvier 2025. Le joueur de 28 ans honore sa première sélection avec la Nati le 21 mars 2025 contre l'Irlande du Nord en match amical.

## Statistiques
| Saison                | Club                  | Championnat           | Championnat | Championnat | Coupe nationale | Coupe nationale | Coupe de la Ligue | Coupe de la Ligue | Supercoupe | Supercoupe | Compétition(s) continentale(s) | Compétition(s) continentale(s) | Compétition(s) continentale(s) | Autres compétitions | Autres compétitions | Autres compétitions | Suisse | Suisse | Total | Total |
| Saison                | Club                  | Division              | M.          | B.          | M.              | B.              | M.                | B.                | M.         | B.         | Comp.                          | M.                             | B.                             | Comp.               | M.                  | B.                  | M.     | B.     | M.    | B.    |
| 2016                  | Atlético Rafaela      | 1                     | 0           | 0           | 1               | 0               | -                 | -                 | -          | -          | -                              | -                              | -                              | -                   | -                   | -                   | -      | -      | 1     | 0     |
| 2016-2017             | Atlético Rafaela      | 1                     | 7           | 0           | 2               | 0               | -                 | -                 | -          | -          | -                              | -                              | -                              | -                   | -                   | -                   | -      | -      | 9     | 0     |
| 2017-2018             | Atlético Rafaela      | 2                     | 22          | 1           | 2               | 0               | -                 | -                 | -          | -          | -                              | -                              | -                              | -                   | -                   | -                   | -      | -      | 24    | 1     |
| 2018-2019             | Atlético Rafaela      | 2                     | 14          | 0           | 3               | 0               | -                 | -                 | -          | -          | -                              | -                              | -                              | -                   | -                   | -                   | -      | -      | 17    | 0     |
| 2019-2020             | Atlético Rafaela      | 2                     | 19+2        | 3+0         | 0               | 0               | -                 | -                 | -          | -          | -                              | -                              | -                              | -                   | -                   | -                   | -      | -      | 21    | 3     |
| 2020-2021             | Atlético Rafaela      | 2                     | 7+2         | 1+0         | 0               | 0               | -                 | -                 | -          | -          | -                              | -                              | -                              | -                   | -                   | -                   | -      | -      | 9     | 1     |
| Sous-total            | Sous-total            | Sous-total            | 73          | 5           | 8               | 0               | -                 | -                 | -          | -          | -                              | -                              | -                              | -                   | -                   | -                   | -      | -      | 81    | 5     |
| 2021                  | CA Tigre              | 2                     | 27+1        | 3+0         | 4               | 0               | -                 | -                 | -          | -          | -                              | -                              | -                              | -                   | -                   | -                   | -      | -      | 32    | 3     |
| 2022                  | CA Tigre              | 1                     | 26          | 1           | 0               | 0               | 17                | 3                 | 1          | 0          | -                              | -                              | -                              | -                   | -                   | -                   | -      | -      | 44    | 4     |
| 2023                  | CA Tigre              | 1                     | 18          | 0           | 0               | 0               | 0                 | 0                 | -          | -          | CS                             | 5                              | 1                              | -                   | -                   | -                   | -      | -      | 23    | 1     |
| Sous-total            | Sous-total            | Sous-total            | 72          | 4           | 4               | 0               | 17                | 3                 | 1          | 0          | -                              | 5                              | 1                              | -                   | -                   | -                   | -      | -      | 99    | 8     |
| 2023                  | Boca Juniors          | 1                     | 0           | 0           | 2               | 1               | 8                 | 1                 | -          | -          | CL                             | 0                              | 0                              | -                   | -                   | -                   | -      | -      | 10    | 2     |
| 2024                  | Boca Juniors          | 1                     | 0           | 0           | 1               | 0               | 9                 | 2                 | -          | -          | CS                             | 0                              | 0                              | -                   | -                   | -                   | -      | -      | 10    | 2     |
| 2025                  | Boca Juniors          | 1                     | 6           | 0           | 0               | 0               | 0                 | 0                 | -          | -          | CL                             | 1                              | 0                              | Cdm                 | 0                   | 0                   | 1      | 0      | 8     | 0     |
| Sous-total            | Sous-total            | Sous-total            | 6           | 0           | 3               | 1               | 17                | 3                 | -          | -          | -                              | 1                              | 0                              | -                   | -                   | -                   | 2      | 0      | 29    | 4     |
| Total sur la carrière | Total sur la carrière | Total sur la carrière | 151         | 9           | 15              | 1               | 34                | 6                 | 1          | 0          | -                              | 6                              | 1                              | -                   | 0                   | 0                   | 2      | 0      | 209   | 17    |